# L'Arme au poing
Pour plus de détails, voir Fiche technique et Distribution.
L'Arme au poing (Firepower) est un film britannique réalisé par Michael Winner, sorti en 1979.

## Fiche technique
- Titre original : Firepower
- Titre français : L'Arme au poing
- Réalisation : Michael Winner
- Scénario : Michael Winner, Gerald Wilson et Bill Kerby
- Photographie : Robert Paynter
- Montage : Michael Winner
- Musique : Gato Barbieri
- Pays d'origine : Royaume-Uni
- Genre : action
- Date de sortie : 1979
- Affiche : Michel Landi (France)

## Distribution
- James Coburn  (VF :  Georges Aminel) : Jerry Fanon / Eddie
- Sophia Loren (VF : Nicole Favart) : Adele Tasca
- O. J. Simpson (VF : Claude Joseph)  : Catlett
- Anthony Franciosa (VF : Sady Rebbot) : Dr Charles Félix
- George Grizzard  (VF : Gabriel Cattand) : Leo Gelhorn
- Eli Wallach  (VF : Andre Valmy) : Sal Hyman
- Vincent Gardenia (VF : Raoul Delfosse) : Frank Hull
- Fred Stuthman (VF : Philippe Clay) : Paul Halpin
- Richard Caldicot : Harry Calman
- Billy Barty (VF : Roger Crouzet) : Dominic Carbone
- George Touliatos (VF : Roger Lumont) : Karl Stegner
- Frank Singuineau (VF : Serge Sauvion) : Manley Reckford
- Vincent Beck : Trilling
- Hank Garrett : Oscar Bailey
- Conrad Roberts (en) (VF : Sady Rebbot) : Lestor Wallace
- Jake LaMotta : Sam
- Dominic Chianese : Orlov
- Victor Mature : Harold Everett
- J. C. Quinn : Dunn